# Banca di semi canopica
Una banca di semi canopica o banca di semi aerea è l'insieme dei semi fertili immagazzinati dalle piante nella loro canopia.
Le banche di semi canopiche sono presenti nelle piante che per qualche ragione ritardano il rilascio dei semi.
Questo tipo di immagazzinamento dei semi è spesso associato con la serotinia, la tendenza di alcune piante ad immagazzinare i semi in un cono (ad esempio, nel genere Pinus) o in frutti legnosi (ad esempio, nel genere Banksia), fino a quando il rilascio dei semi è provocato dal verificarsi di un incendio boschivo.
Esso è presente anche in piante che colonizzano aree con sabbie che si muovono, come avviene con le dune sabbiose.
In tali casi, il seme è trattenuto nella canopia anche se essa è arsa; pertanto, il seme è mantenuto in sito fintantoché si verifichino condizioni buone per la germinazione.